# Bad Peterstal-Griesbach
Bad Peterstal-Griesbach ist eine Gemeinde mit 2590 Einwohnern (31. Dezember 2023) im baden-württembergischen Ortenaukreis im Regierungsbezirk Freiburg.

## Geographie

### Geographische Lage
Bad Peterstal-Griesbach liegt auf 400 m ü. NHN bis 1000 m ü. NHN Meter Höhe im oberen Renchtal im badischen Schwarzwald.

### Gemeindegliederung
Bad Peterstal-Griesbach besteht aus den ehemals selbstständigen Gemeinden Bad Griesbach und Bad Peterstal (Renchtal). Zur Gemeinde gehören 51 Dörfer, Weiler, Zinken, Höfe und Häuser.

### Nachbargemeinden
Die Gemeinde grenzt im Norden an Baiersbronn, im Osten an Bad Rippoldsau-Schapbach (beide im Landkreis Freudenstadt), im Süden an Oberwolfach, im Südwesten an Oberharmersbach und im Westen an die Stadt Oppenau.
Im Gemeindeteil Bad Griesbach lagen die in Bad Griesbach aufgegangene Ortschaft Döttelbach, die im Ort Wilde Rench aufgegangenen Ortschaften Herbstwasen und Hinterer Heidenbühl, das in Breitenberg aufgegangene Holzbühl sowie die abgegangenen Ortschaften Mühlbach und Wüstenbach.
Die ehemalige Gemeinde Bad Griesbach ist eine Ortschaft im Sinne der baden-württembergischen Gemeindeordnung mit eigenem Ortschaftsrat und dem Ortsvorsteher als dessen Vorsitzender.

## Geschichte

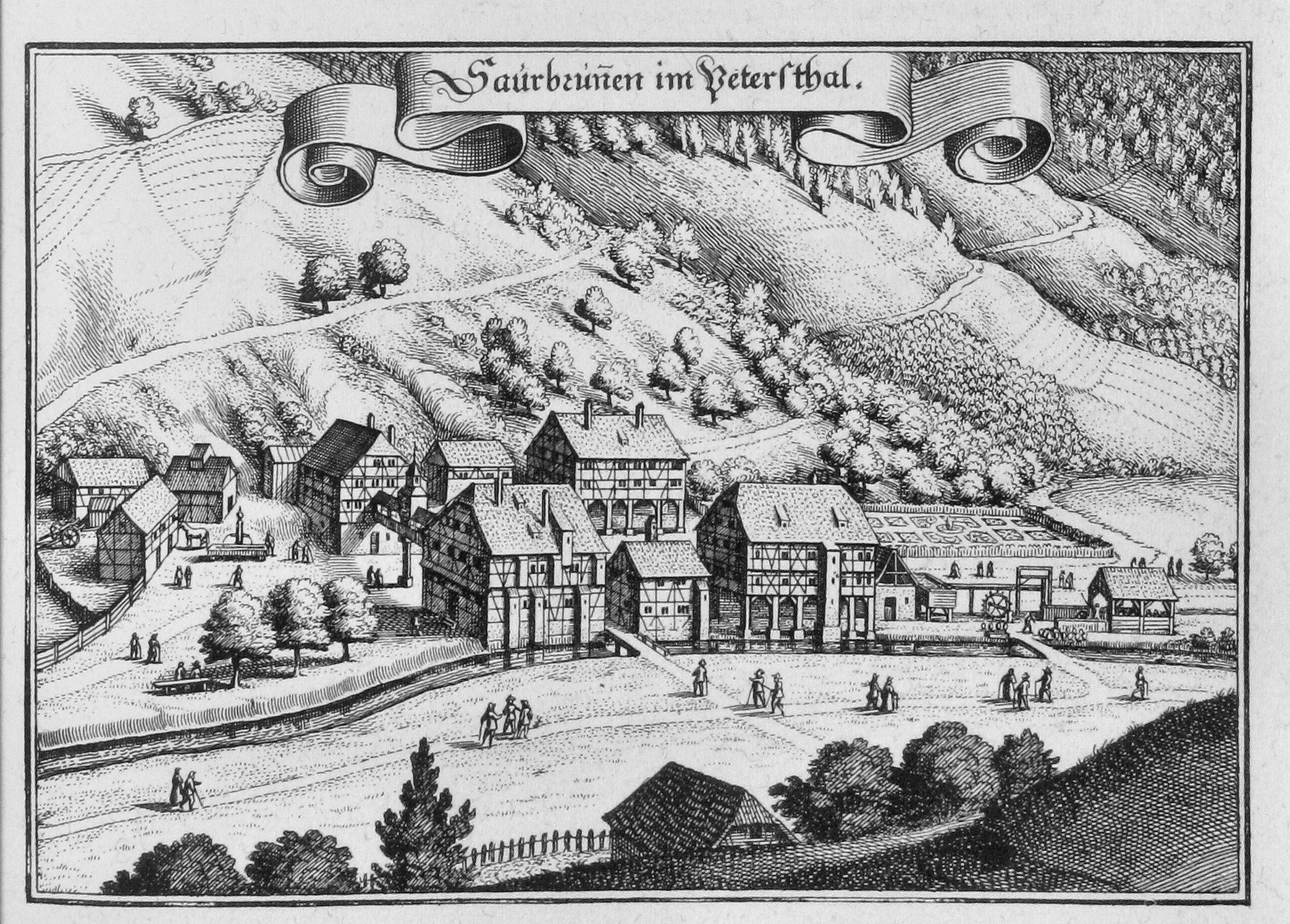
Das Bad Petersthal um 1660 (Darstellung von Matthäus Merian)

### Anfänge
Die beiden Orte, die heute eine Gemeinde bilden, gehörten seit dem Ende des 14. Jahrhunderts zum Erzstift Straßburg, wo sie der Herrschaft Oberkirch zugeordnet waren.

### 19. und 20. Jahrhundert
Im Rahmen der Säkularisation aufgrund des Reichsdeputationshauptschlusses fielen sie 1803 an das Kurfürstentum (1803–1806), das spätere Großherzogtum (ab 1806) Baden, wo sie dem Bezirksamt Offenburg, aus dem 1939 der Landkreis Offenburg wurde, zugeteilt waren. Als dieser 1973 aufgelöst wurde, kamen beide Gemeinden zum neuen Ortenaukreis. Am 1. Juli 1973 wurde die vordem selbständige Gemeinde Bad Griesbach nach Bad Peterstal-Griesbach (Umbenennung von Bad Peterstal (Renchtal)) eingemeindet.
Der Barockautor Grimmelshausen, der zeitweise in Renchen und Gaisbach im Schwarzwald lebte, ließ seine Romanfigur Simplicissimus mehrere Jahre an einem „Sauerbrunnen“ im Schwarzwald verweilen, womit Peterstal gemeint ist.

### Einwohnerentwicklung

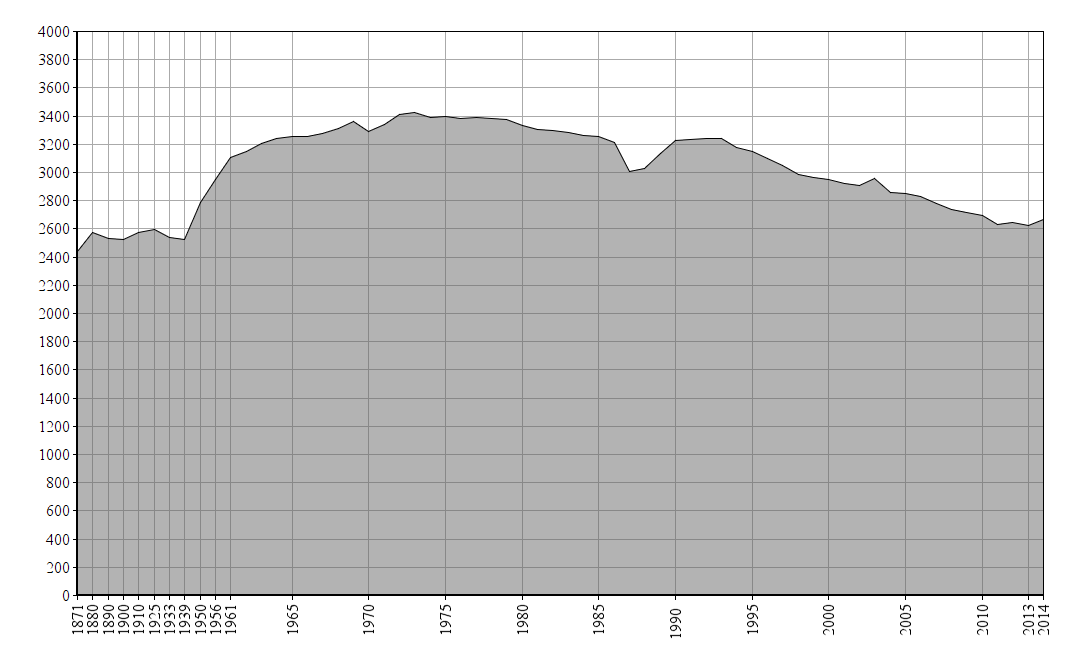
Bevölkerungsentwicklung von Bad Peterstal-Griesbach

Nachfolgend aufgelistet sind die Einwohnerzahlen nach dem jeweiligen Gebietsstand. Die Zahlen sind Schätzungen, Volkszählungsergebnisse (¹) oder amtliche Fortschreibungen des Statistischen Landesamtes Baden-Württemberg.
| Jahr                 | Einwohner |
| -------------------- | --------- |
| 1. Dezember 1871 ¹   | 2437      |
| 1. Dezember 1880 ¹   | 2578      |
| 1. Dezember 1890     | 2533      |
| 1. Dezember 1900 ¹   | 2527      |
| 1. Dezember 1910 ¹   | 2574      |
| 16. Juni 1925 ¹      | 2597      |
| 16. Juni 1933 ¹      | 2542      |
| 17. Mai 1939 ¹       | 2525      |
| 13. September 1950 ¹ | 2787      |

| Jahr              | Einwohner |
| ----------------- | --------- |
| 6. Juni 1961 ¹    | 3094      |
| 27. Mai 1970 ¹    | 3330      |
| 1985              | 3256      |
| 31. Dezember 1990 | 3225      |
| 31. Dezember 1995 | 3148      |
| 31. Dezember 2000 | 2950      |
| 31. Dezember 2005 | 2853      |
| 31. Dezember 2010 | 2698      |
| 31. Dezember 2015 | 2745      |
| 31. Dezember 2020 | 2744      |

### Unterzeichnung der ersten badischen Verfassung
Im Jahre 1818 unterzeichnete Großherzog Karl im heutigen Ortsteil Bad Griesbach die erste badische Verfassung.

## Religion
In beiden Ortsteilen gibt es eine katholische Kirche. Die ehemals selbständigen Kirchengemeinden bilden heute mit Oppenau die Seelsorgeeinheit „Oberes Renchtal“. Im Ortsteil Bad Peterstal befindet sich eine evangelische Kirche. Die zugehörige Kirchengemeinde teilt sich die Pfarrstelle mit der Nachbargemeinde Oppenau.

## Politik

### Gemeinderat
Der Gemeinderat in Bad Peterstal-Griesbach besteht aus zwölf Mitgliedern und dem Bürgermeister als Vorsitzendem. Der Bürgermeister ist im Gemeinderat stimmberechtigt. Die Kommunalwahl am 9. Juni 2024 führte zu folgendem vorläufigen Endergebnis.
| Parteien und Wählergemeinschaften | Parteien und Wählergemeinschaften           | % 2024 | Sitze 2024 | % 2019 | Sitze 2019 | Kommunalwahl 2024 %403020100 38,325,618,817,3 CDUSPDFWBVGewinne und Verlusteim Vergleich zu 2019 %p 6 4 2 0 −2 −4−3,3+5,0−0,4−1,3CDUSPDFWBV |
| CDU                               | Christlich Demokratische Union Deutschlands | 38,3   | 5          | 41,6   | 5          | Kommunalwahl 2024 %403020100 38,325,618,817,3 CDUSPDFWBVGewinne und Verlusteim Vergleich zu 2019 %p 6 4 2 0 −2 −4−3,3+5,0−0,4−1,3CDUSPDFWBV |
| SPD                               | Sozialdemokratische Partei Deutschlands     | 25,6   | 3          | 20,6   | 3          | Kommunalwahl 2024 %403020100 38,325,618,817,3 CDUSPDFWBVGewinne und Verlusteim Vergleich zu 2019 %p 6 4 2 0 −2 −4−3,3+5,0−0,4−1,3CDUSPDFWBV |
| FW                                | Freie Wählervereinigung                     | 18,8   | 2          | 19,2   | 2          | Kommunalwahl 2024 %403020100 38,325,618,817,3 CDUSPDFWBVGewinne und Verlusteim Vergleich zu 2019 %p 6 4 2 0 −2 −4−3,3+5,0−0,4−1,3CDUSPDFWBV |
| BV                                | Bürgervereinigung                           | 17,3   | 2          | 18,6   | 2          | Kommunalwahl 2024 %403020100 38,325,618,817,3 CDUSPDFWBVGewinne und Verlusteim Vergleich zu 2019 %p 6 4 2 0 −2 −4−3,3+5,0−0,4−1,3CDUSPDFWBV |
| gesamt                            | gesamt                                      | 100,0  | 12         | 100,0  | 12         | Kommunalwahl 2024 %403020100 38,325,618,817,3 CDUSPDFWBVGewinne und Verlusteim Vergleich zu 2019 %p 6 4 2 0 −2 −4−3,3+5,0−0,4−1,3CDUSPDFWBV |
| Wahlbeteiligung in Prozent        | Wahlbeteiligung in Prozent                  | 65,1 % | 65,1 %     | 63,5 % | 63,5 %     | Kommunalwahl 2024 %403020100 38,325,618,817,3 CDUSPDFWBVGewinne und Verlusteim Vergleich zu 2019 %p 6 4 2 0 −2 −4−3,3+5,0−0,4−1,3CDUSPDFWBV |

### Bürgermeister
- 1982–1990: Gerold Mayer
- 1990–1994: Otto Stecher
- 1994–2010: Johann Keller
- 2010 bis heute: Meinrad Baumann

### Wappen
| Wappen der Gemeinde Bad Peterstal-Griesbach | Blasonierung: „In blau, auf erniedrigtem grünen Bogenschildfuß der goldennimbierte, silbernbekleidete Apostel Petrus, in der herabhängenden Rechten einen goldenen Schlüssel mit dem Bart unten und auswärts gekehrt, die Linke erhoben, Daumen und Zeigefinger ausgestreckt.“ |
| Wappen der Gemeinde Bad Peterstal-Griesbach | |

### Patenschaften
Ein Fahrzeug der Ortenau-S-Bahn trägt den Namen Bad Peterstal-Griesbach.

## Kultur und Sehenswürdigkeiten

### Bauwerke

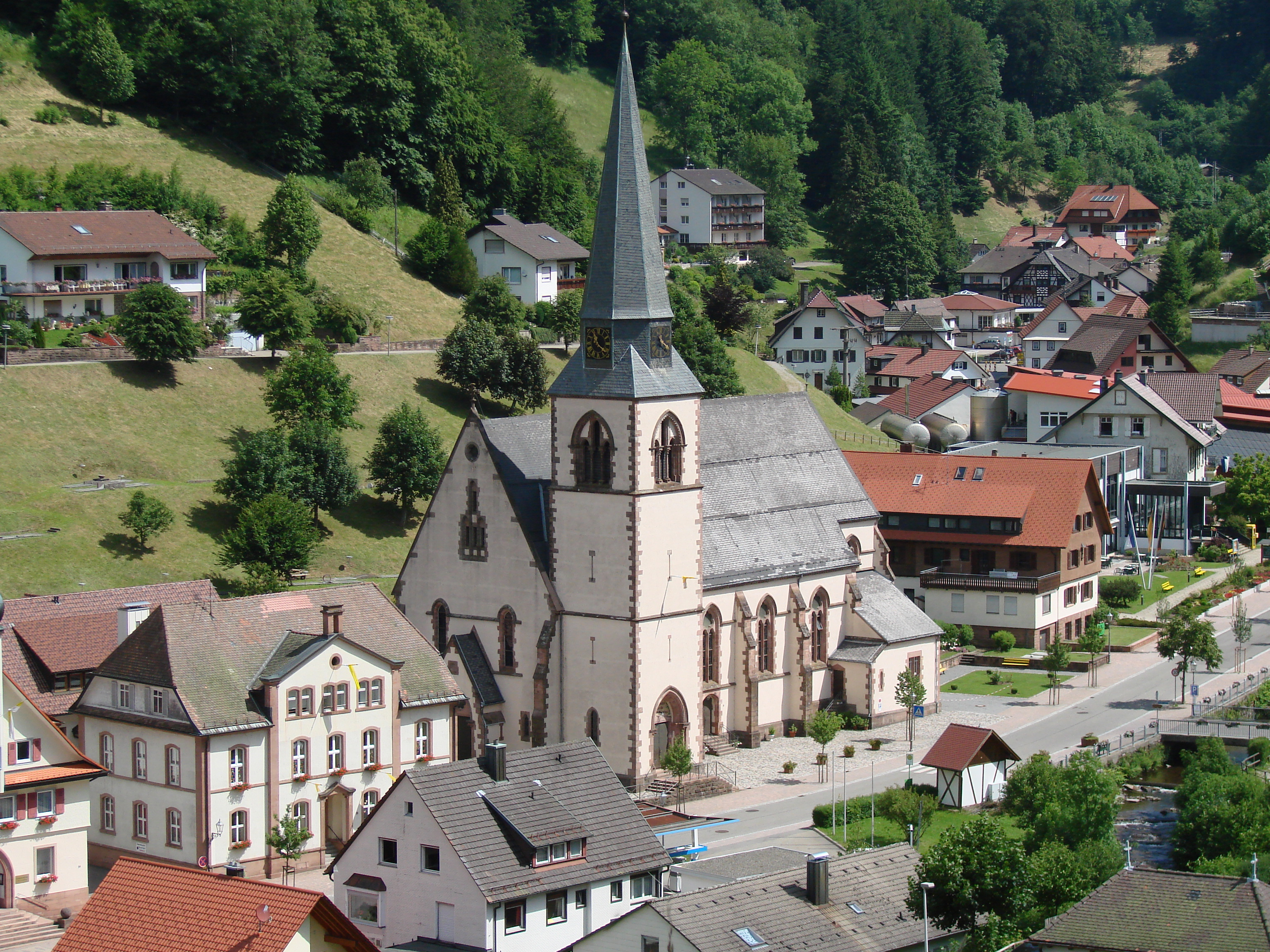
Katholische Kirche in Bad Griesbach, links daneben das Schulhaus

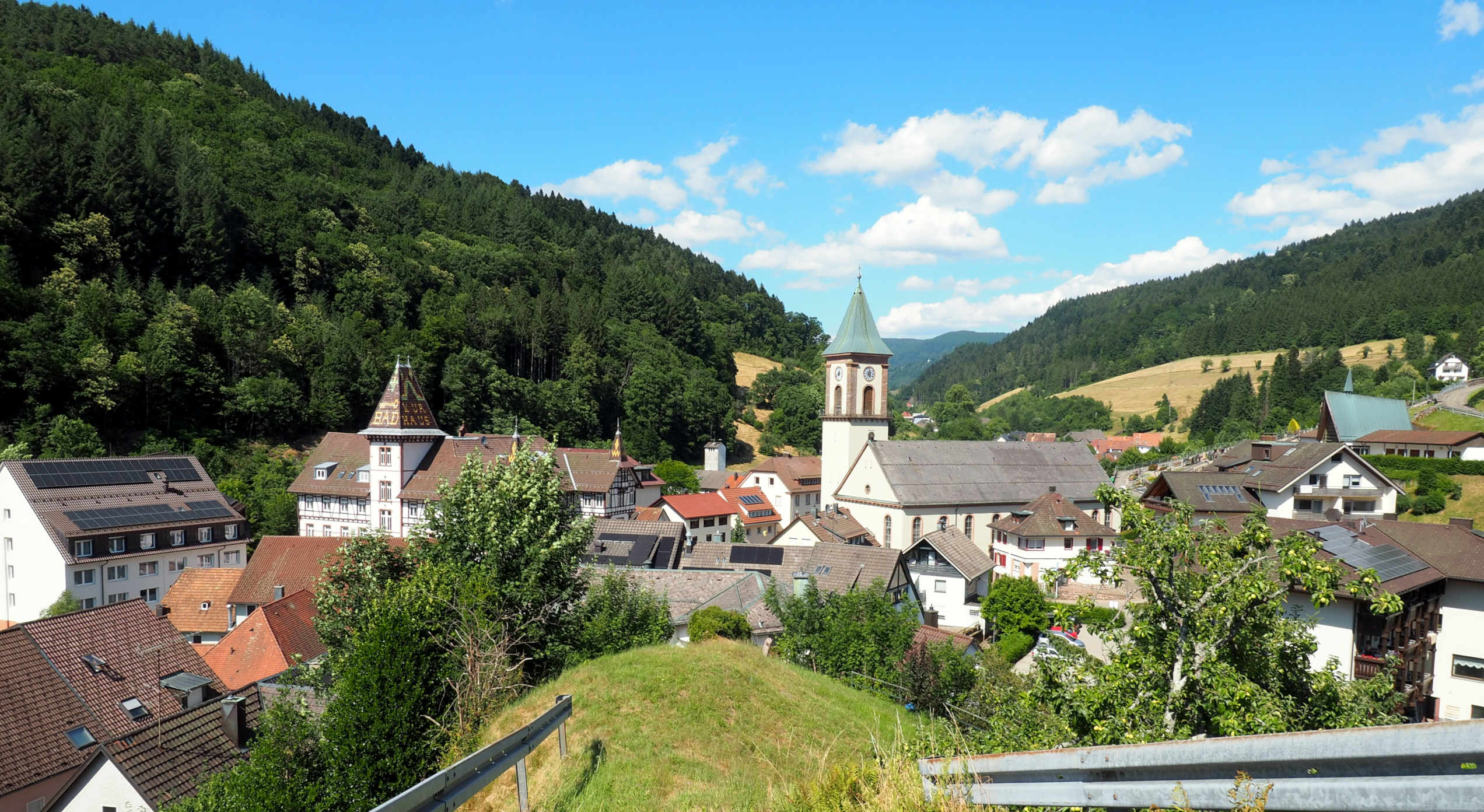
Bad Peterstal, Schlüsselbad und St. Peter u. Paul

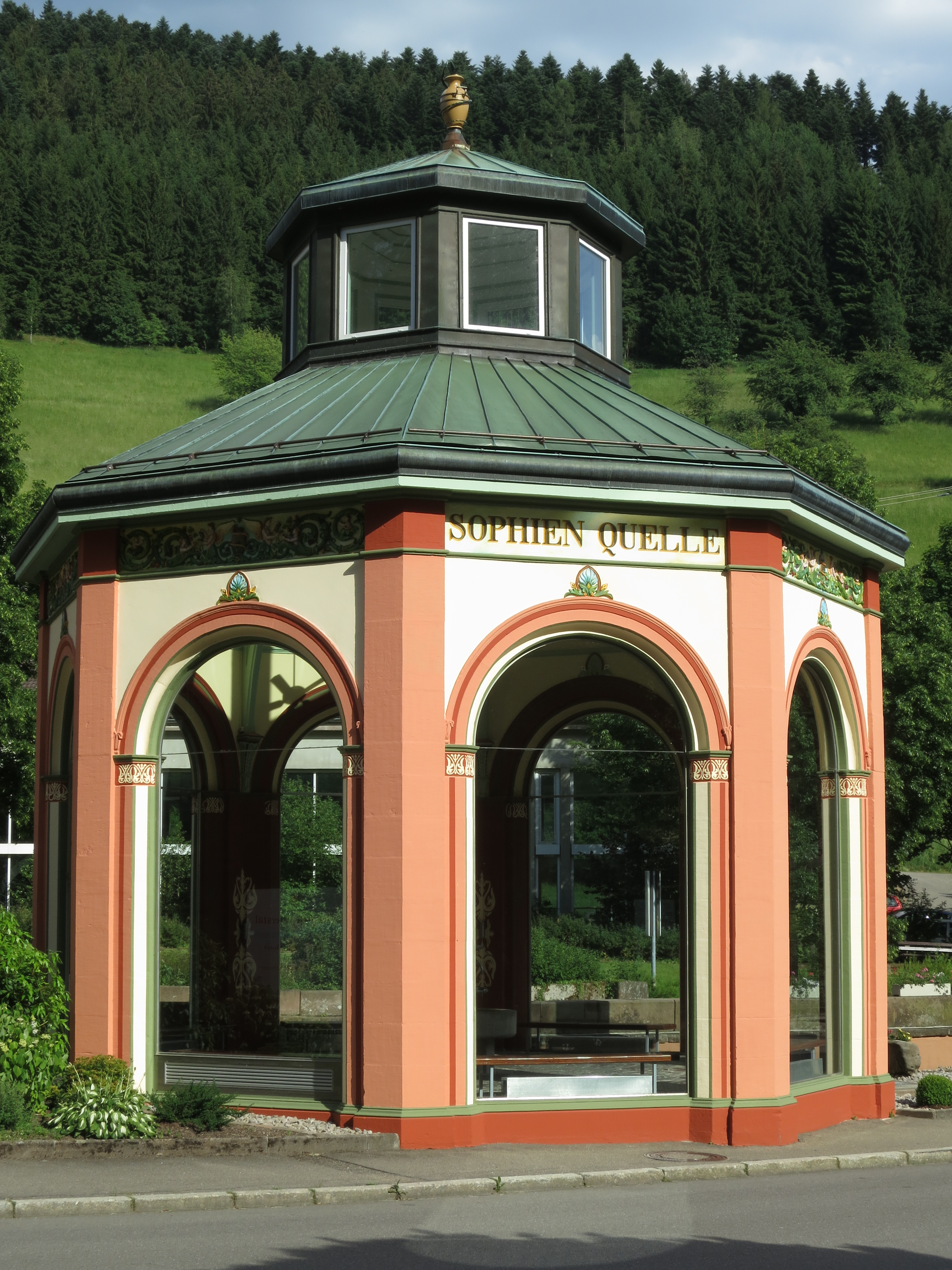
Brunnentempel der Sophienquelle in Bad Peterstal

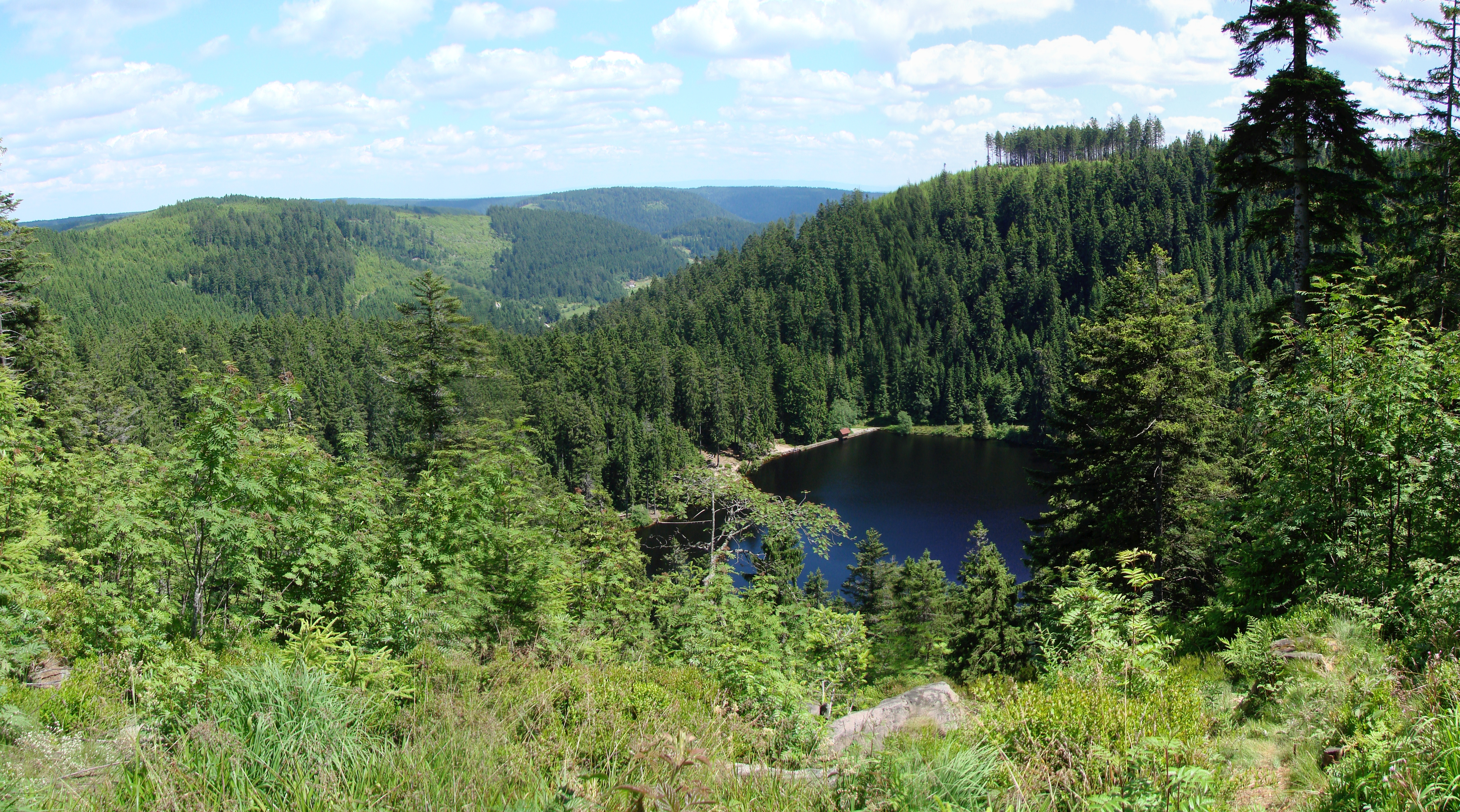
Glaswaldsee

- Haberer-Turm. Der 16 m hohe Aussichtsturm im Ortsteil Bad Griesbach wurde 1899 zu Ehren von Medizinalrat Albert Haberer (1828–1893), dem Förderer der Renchtalbäder, auf dem 500 m südöstlich gelegenen 691,7 m ü. NHN[5] hohen Kreuzkopf errichtet.[6]
- Kapelle St. Anna
- Katholische Pfarrkirche St. Peter und Paul (Ortsteil Bad Peterstal). Die Kirche wurde 1807 im klassizistischen Stil erbaut. Von 1923 bis 1927 wurde sie umfassend erweitert und im neoklassizistischen Stil umgebaut. Der Glockenturm steht seitlich vom Langhaus, der Haupteingang wird durch Säulen und Dreiecksgiebel betont; eines der besten Beispiele für Kirchen im Stil des Neoklassizismus in Baden-Württemberg. Die Altäre, das sind der Apostelfürsten- und der Magdalenenaltar sowie der Kreuzaltar mit der Darstellung Norberts von Xanten, entstammen der Kirche des ehemaligen Klosters Allerheiligen.
- Pavillon Bad Griesbach (Ort der Unterzeichnung der ersten badischen Verfassung)
- Röschenschanze
- Schlüsselbadklinik
- Schwedenschanze (Zuflucht)
- Sophienquelle

### Grünflächen und Naherholung
- Kurpark Bad Griesbach
- Kurpark Bad Peterstal

### Naturdenkmäler
- Klagstein
- Naturschutzgebiet See-Ebene
- Teufelskanzel

### Sport
- FIS Rollerski Weltcup Austragungsort
- Sommerskisprungsschanze (Ortsteil Bad Griesbach)
- Sportplatz (Ortsteil Bad Peterstal)

### Regelmäßige Veranstaltungen
- Großer Zapfenstreich der Bürgermilizkapelle Bad Peterstal
- Peter-und-Pauls-Fest, ein Patronatsfest
- Sommernachtsfest des Musikvereins Bad Griesbach

## „Premiumwanderort“
Das Deutsche Wanderinstitut e. V. hat Bad Peterstal-Griesbach 2017 als ersten sogenannten „Premiumwanderort“ in Deutschland zertifiziert. Bad Peterstal-Griesbach verfügt über drei Premiumwanderwege: Wiesensteig, Peterstaler Schwarzwaldsteig und Himmelssteig.

## Wirtschaft und Infrastruktur

### Unternehmen
Ortsteil Bad Peterstal

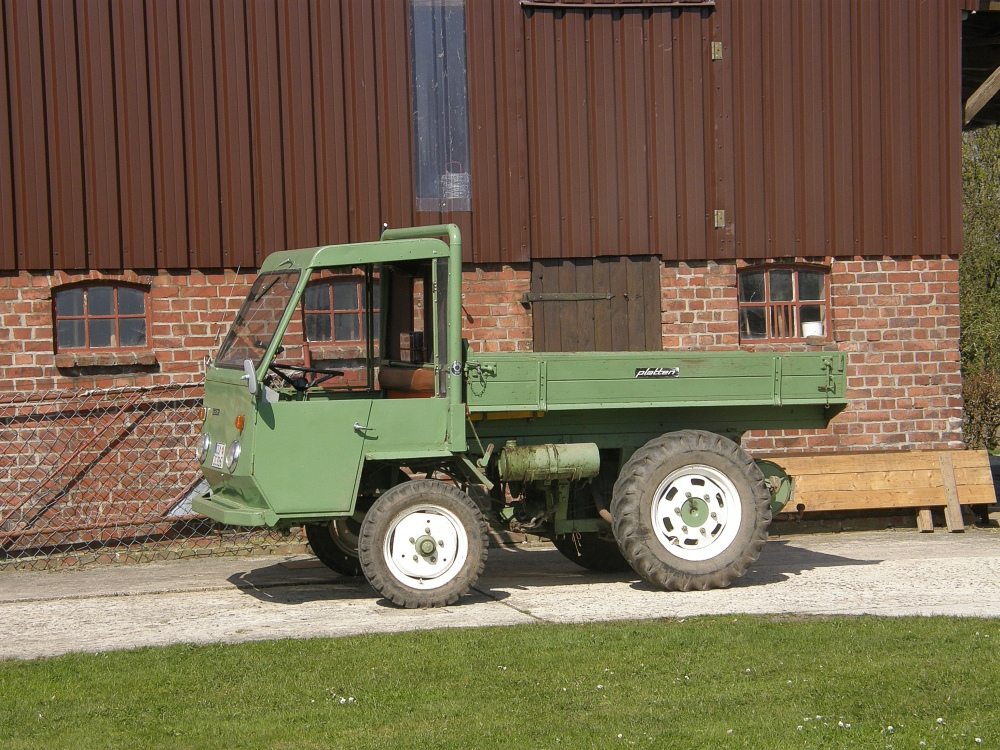
Nutzfahrzeug „Platten“

- MULAG Fahrzeugwerk Heinz Wössner GmbH u. Co. KG
- Peterstaler Mineralquellen GmbH
- Treyer Paletten GmbH

Ortsteil Bad Griesbach
- Griesbacher Mineral- und Heilquellen GmbH
- Hotel Dollenberg Meinrad Schmiederer e. K., 5-Sterne-Hotel
- Schwarzwald-Sprudel GmbH

Ehemalige Unternehmen
Ernst Platten & Söhne KG (1950–2002), Fahrzeuge der Marke Platten
Freyersbacher Schwarzwaldquellen GmbH & Co. KG (bis 2013)

### Bildung
In Bad Peterstal gibt es eine Grund- und Hauptschule mit Werkrealschule, während Bad Griesbach über eine reine Grundschule verfügt.

### Verkehr

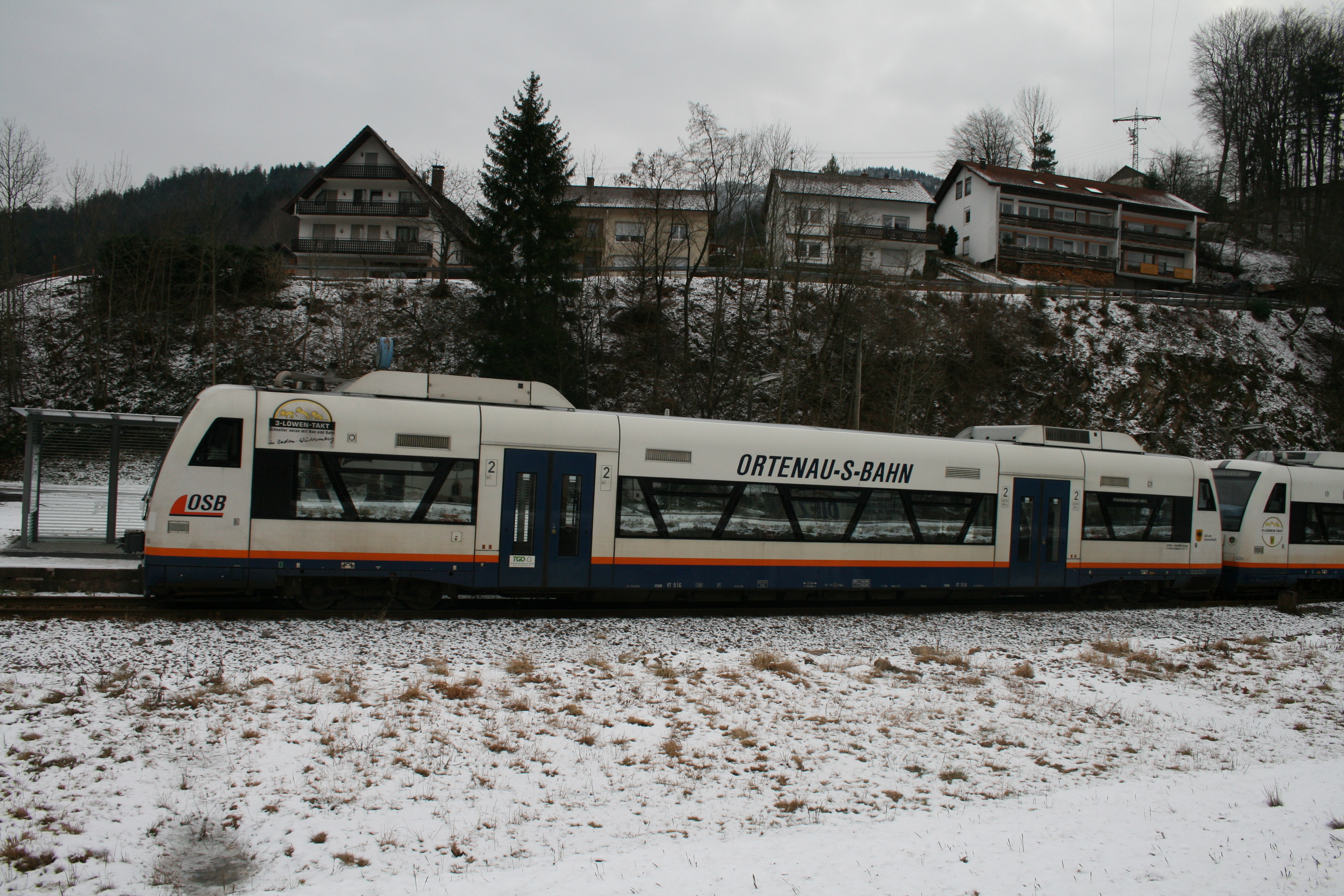
Triebwagen im Bahnhof Bad Griesbach

Beide Ortsteile besitzen jeweils einen Haltepunkt an der Renchtalbahn nach Appenweier, über die sie an das überregionale Schienennetz angebunden sind. Die Regionalbahnen der SWEG verkehren im Zweistundentakt, der Montag bis Freitag in den Hauptverkehrszeiten auf einen Stundentakt verdichtet wird.
Die Bundesstraße 28 durchquert beide Ortsteile. Omnibusverbindungen sind durch die regionale DB-Tochter SüdwestBus gegeben.

## Söhne und Töchter der Gemeinde
- Joseph Kimmig (1909–1976), Dermatologe und Hochschullehrer
- Claus Rolfs (* 1941), Experimentalphysiker
- Stephan Stroux (* 1945), Schauspieler und Regisseur
- Christian Bassemir (* 1956), Feldhockeyspieler und Olympiateilnehmer 1984